# Клад (фильм, 1961)
«Клад» — советский фильм 1961 года снятый на киностудии «Грузия-фильм» режиссёром Резо Чхеидзе по повести Демны Шенгелая.

## Сюжет
Колхозный тракторист Саулия во время пахоты находит клад — кувшин, полный старинных драгоценностей. Казалось бы это богатство должно принести счастья, однако, его до этого счастливая, спокойная жизнь оказывается разбитой. Он борется с искушением рассказать о кладе другу. В райцентре пытаясь продать золото, но безрезультатно. После раздумий он закапывает драгоценности у себя в саду. Сайлия рассказывает всё жене, та с интересом изучив древние сокровища, с презрением смотрит на мужа, и после бурного объяснения уходит из дома. В итог Саулия сознает, что клад нужно сдать в музей.

## В ролях
- Бондо Гогинава — Саулия
- Зейнаб Боцвадзе — Фунду
- Акакий Кванталиани — Отиа
- Ипполит Хвичия — Никифор
- Зураб Лаферадзе — Точи
- Сосо Абрамишвили — Симония
- Иосиф Абрамашвили — Симон
- Нодар Чхеидзе — Карамани

## Фестивали и награды
- 1961 — Индийский международный кинофестиваль — Большой приз